# Изложба „Нови чланови” (2006)
Изложба „Нови чланови” се одржала у периоду од 27. јануара до 12. фебруара 2006. године у Уметничком павиљону „Цвијета Зузорић”.

## Излагачи

### Сликари
1. Владимир Бојић
2. Мирослава Брковић
3. Љиљана Брацановић
4. Мила Гвардиол
5. Гордана Глушац
6. Драган Дејановић
7. Горан Драгаш
8. Кристина Драшковић
9. Ивана Ђорђевић
10. Мирјана Ђошић
11. Вељко Ђурђевић
12. Ивана Јерковић Живић
13. Јелена Загорчић
14. Весна Исаковић
15. Ивана Јовановић
16. Соња Кићовић
17. Катарина Кљајић
18. Наташа Кокић
19. Ранко Крстајић
20. Владимир Магделинић
21. Немања Марунић
22. Миона Марковић
23. Ана Мандић
24. Ана Машић
25. Јона Миковић
26. Срђан Милетић
27. Данијела Младеновић
28. Бојана Николић
29. Биљана Новковић
30. Маријана Оро
31. Јелена Пушица
32. Маја Пољак
33. Војислав Радовановић
34. Биљана Стаменић
35. Милан Станков
36. Никола Станковић
37. Јованка Станојевић
38. Јована Томановић
39. Јелена Тодоровић
40. Рената Трифковић

### Вајари
1. Вељко Зејак
2. Ивана Илић
3. Момир Кнежевић
4. Слободан Бока Костадиновски
5. Звонимир Палански Костић
6. Зоран Кричка
7. Радивоје Марковић
8. Ана Петровић
9. Мирослав Првуљ
10. Сања Томашевић
11. Марко Црнобрња

### Графичари
1. Надица Ђекић
2. Татјана Зиројевић
3. Мирослав Мандић
4. Ана Милосављевић
5. Горица Цицмил

### Проширени медији
1. Милена Ђурица
2. Ирена Келечевић
3. Јелена Мило Милосављевић
4. Јован Вова Павловић
5. Иван Петровић
6. Јована Попић
7. Бранислав Станковић
8. Душка Стефановић
9. Дарко Трајановић